# Monascus filiformis
Monascus filiformis är en plattmaskart. Monascus filiformis ingår i släktet Monascus och familjen Monascidae. Inga underarter finns listade i Catalogue of Life.